# Flin van Hemmen
Flin van Hemmen (* 1982 in Nijmegen) ist ein niederländischer Jazz- und Improvisationsmusiker (Schlagzeug, Piano, Komposition).

## Leben und Wirken
Van Hemmen lernte zunächst Gitarre, bevor er zum Schlagzeug wechselte. Mit 18 Jahren zog er nach Amsterdam, wo er u. a. mit Musikern wie Harmen Fraanje, Robin Verheyen und Clemens van der Feen spielte, mit denen er die Formation Narcissus bildete, die zwei Alben veröffentlichte. Aufnahmen entstanden außerdem mit Gideon van Gelder und Bram De Looze. Zudem arbeitete er im Trio mit Jasper Blom und Arnold Dooyeweerd.
Ab 2009 arbeitete er in der New Yorker Improvisationsszene u. a. mit Patrick Breiner, Kris Davis, Tony Malaby, Eivind Opsvik und Jacob Sacks. 2016 waren seine Musikprojekte das Trio LathanFlinAli (mit Lathan Hardy und Sean Ali), das Flin van Hemmen Trio (mit Todd Neufeld und Eivind Opsvik), ein Duo mit dem Schlagzeuger Carlo Costa, While We Still Have Bodies (mit Michael Foster, Ben Gerstein und Sean Ali), Gestures (mit dem Lyriker Eliot Cardinaux); ferner tritt er als Schlagzeug-Solist. Aktuell arbeitet er auch im Duo mit Jozef Dumoulin.
2016 legte er sein Debütalbum Drums of Days (Neither/Nor Records) vor, mit Todd Neufeld, Eivind Opsvik sowie Tony Malaby und Eliot Cardinaux als Gästen; im Trio mit Neufeld und Opsvik folgten die beiden Suiten Casting Spells & The Coves, die als Doppelalbum veröffentlicht wurden.

## Diskographische Hinweise
- Franz von Chossy Trio: Awakening (2006, mit Sean Fasciani)
- Narcissus Quartet: Narcissus (W.E.R.F., 2006)
- Harmen Fraanje Trio: Avalonia (Challenge Jazz, 2010)
- Drums of Days (Neither/Nor Records 2016)
- Casting Spells & The Coves (Neither/Nor Records 2019)